# Jリーグ U-13
Jリーグ U-13（ジェイリーグ・アンダー・サーティーン）は日本サッカー協会と日本プロサッカーリーグが主催する13歳以下（中学1年生世代）の選手を対象としたサッカーの公式大会である。

## 概要
中学生年代に於いて公式戦出場機会の少ない中学1年生に対し、年間を通じてハイレベルで拮抗した試合環境を整備する事で選手としてのレベルアップを図ると共に、アウェイへの遠征などを通じて社会性を育てる事を目的として創設された。
初年度となる2007年度にはJリーグクラブの下部組織、地域クラブチーム、JFAアカデミー福島を対象に開催され、2008年度からは中学校のサッカー部や都道府県等のトレセンチームにも開放されている。

## 開催方式
- 全国の参加チームを北海道・東北地方を中心としたポラリス、関東を中心としたメトロポリタン、東海地方を中心としたボルケーノ、関西地方を中心としたヤマトタケル、中国・四国・九州地方を中心としたサザンクロスの五つのブロックに分け、ブロック内で総当りのリーグ戦を行う。
- 地域内で参加チーム数が多い場合にはブロックを複数のグループに分割し、グループ内でのリーグ戦を行う。
- 大会方式は原則としてホーム&アウェイ方式の二回戦総当り方式であるが、地域や開催年度によっては一回戦総当り方式やセントラル開催などの形式も採用されている。
- 試合時間は前後半各30分の60分、同点の場合は引き分け。
- 勝ち点は勝利3点、敗戦0点、引き分け双方1点。
- 各ブロックそれぞれで勝ち点の多い順番に順位を決め、同じ場合は得失点差→総得点数→該当チームの勝ち点→同得失点差→総得点の順に比較し決定する。
- 日本サッカー協会第3種または第4種登録で、なおかつ大会施行13年前（2008年度は1995年）の4月2日以降出生した選手が出場できる。
- 試合出場登録は1チーム25人以内（外国人3人まで）、交代は1チーム（1試合につき）14人以内。